# کاراکاس
کاراکاس پایتخت و بزرگ‌ترین شهر کشور ونزوئلا است.
این شهر در شمال ونزوئلا در امتداد پستی و بلندی‌های دره کوهستانی تنگ واقع در رشته‌کوه ساحلی ونزوئلا (کوردیلرا دلا کوستا) واقع شده‌است. دره دارای هوایی بهاری است و منطقه شهری دره کاراکاس دارای ارتفاعی حدود ۲٬۵۰۰ و ۳٬۰۰۰ پا (۷۶۰ و ۹۱۰ متر) از سطح دریاست. این دره در مجاورت دریای کارائیب واقع است، و توسط رشته کوه پرشیب (سرو ال آویلا) که با ارتفاعی بیش از ۷۴۰۰ پا (۲۲۰۰ متر) در امتداد جنوبی تپه‌ها و رشته‌کوه‌ها واقع شده از ساحل جدا می‌شود. در سال ۲۰۰۵ برآورد جمعیت این مرکز تاریخی کاراکاس، که به نام ناحیه لیبرتادور شهرت دارد، ۱/۲ میلیون نفر بوده‌است.
در همان سال، برآورد جمعیت منطقه پایتختی رسمی ۳/۳ میلیون نفر بود. «ناحیه پایتخت» نام منطقه اصلی کاراکاس است، که بخشی از ایالت می‌راندا را پوشش می‌دهد. جمعیت کاراکاس (جمعیت‌نگاری شهری) (کاراکاس بزرگ، از جمله شهرهای همجوار ناحیه پایتخت) حدوداً ۷/۴ میلیون نفر است.

## تاریخچه
بیش از پانصد سال پیش، ساکنان این منطقه را قبایل بومی تشکیل می‌دادند و در آن زمان کاراکاسی وجود نداشت. سال‌ها بعد و در سال ۱۵۶۲، فرانکو فاجاردو، یک مهاجرنشین اسپانیایی مزرعه‌ای در این ناحیه بنا نهاد. اقامت فاجاردو در این دره چندان دوام نیاورد، و بومیانی که به سرزمین خود بازگشتند وی را از این منطقه بیرون راندند. این آخرین طغیان بومیان بود، چرا که در ۲۵ ژوئیه ۱۵۶۷ دیگو د لوسادا، کاپیتان اسپانیایی بنای شهر سنت جیمز بزرگ|سانتیاگو دلئون دکاراکاس را بنا نهاد، و منطقه بومی‌نشین کاتوچاکائو تحت نفوذ مهاجرنشینان تبدیل به شهر جدید کاراکاس شد.
کشت کاکائو منجر به رشد بیش از پیش شهر شد که تبدیل به مرکز استان ونزوئلا شد. در سال ۱۵۷۷، کاراکاس همچنان به رشد افقی خود ادامه داد.
تلاش خوزه ماریا اسپانا و مانوئل خوال برای بر پا کردن انقلاب و کسب استقلال در ۱۳ ژوئیه ۱۷۹۷ سرکوب شد. اما عقاید ورای انقلاب فرانسه و جنگ‌های استقلال آمریکا مردم را برانگیخت، و در ۵ ژوئیه ۱۸۱۱ اعلامیه استقلال در کاراکاس امضا شد.این شهر محل تولد دو تن از مهم‌ترین شخصیت‌های آمریکای لاتین بود: فرانچسکو د می‌راندا و ""ال لیبرتادور"" سیمون بولیوار. زلزله‌ای در ۲۶ مارس ۱۸۱۲ کاراکاس را تخریب کرد و مقامات شهر این زلزله را مجازات الهی برای عصیان در برابر پادشاهی اسپانیا در حین جنگ استقلال ونزوئلا قلمداد کردند. این دره تبدیل به گورستانی شد، و جنگ تا ۲۴ ژوئن ۱۸۲۱ یعنی زمانی که بولیوار در کارابوبو پیروزی سرنوشت‌سازی بر سلطنت‌طلبان به دست آورد ادامه یافت.
با رشد مستمر اقتصاد ونزوئلای نفت‌خیز در قرن بیستم، کاراکاس تبدیل به یکی از مراکز اقتصادی مهم آمریکای لاتین شد. همچنین این شهر تبدیل به مرکز اصلی روابط اروپا و آمریکای جنوبی شد. در طول دهه ۵۰ کاراکاس برنامه مدرنیزاسیون گسترده‌ای را آغاز کرد که این برنامه در طول دهه‌های ۶۰ و ۷۰ نیز ادامه یافت. در این دوره کارلوس رائول ویلانوئوا، معمار نوگرا بنای یونیورسیداد سنترال د ونزوئلا را بنا نهاد که این بنا در حال حاضر توسط یونسکو یکی از آثار ملی ونزوئلا نامگذاری شده‌است. ویلانوئوا نیز به ال سیلنسیو پیوست و چندین منطقه مسکونی کارگری ( ۲۳ دی انرو، سیمون رودریگز) و نیز نواحی مسکونی طبقه متوسط جدیدی (بلو مونته، لوس پالوس گرندز، چوائو، کافه تال، و غیره) در این دره احداث شد و مرزهای آن را به سمت شرق و جنوب شرقی گسترش داد؛ بزرگراهی که کاراکاس را به فرودگاه اصلی کشور (مایکوئشیا) و بندر اصلی کشور (لا گوئایرا) متصل می‌کرد و دارای تونل‌ها و پل های بسیاری بود، به همراه دیگر آزادراه‌های داخل شهر، و ساختمان‌های دولتی (مرکز سیمون بولیوار) نیز از دیگر عوامل مهم تحول شهر به‌شمار می‌رفت. در ۱۷ اکتبر ۲۰۰۴، یکی از برجهای مجموعه پارک مرکزی آتش گرفت. تغییر در ساختار اقتصادی کشور، که اکنون وابسته به نفت است، و رشد سریع کاراکاس این شهر را تبدیل به عامل جذب جوامع روستایی کرد که این جوامع با مهاجرت بدون برنامه خود به شهر اقدام به ساخت مناطق فقیرنشین در اطراف دره کاراکاس کردند. امروزه در سال ۲۰۰۶ بر اساس آمار رسمی دست کم نیمی از جمعیت شهر در مناطق فقیرنشین ساکن هستند.

### پرچم
پرچم کاراکاس متشکل از زمینه قرمز به همراه نشان شهر است که از آغاز دهه ۱۹۸۰ به کار رفته‌است. زمینه قرمز، که یادآور رنگ غالب رعیت سلطنتی در کاراکاس استعماری، نماد خون مردم کاراکاس که در راه استقلال ریخته شده و نیز بالاترین آرمان‌های ملت ونزوئلاست. طرح اولیه پرچم کاراکاس در دهه ۱۹۸۰ طراحی شد و متشکل از پارچه‌ای قرمز بود که دارای نشانی بود که در آن زمان ایجاد شده و همچنان مورد استفاده قرار می‌گیرد. این پرچم همچنان در شهر نصب است. بعدها در سال ۱۹۹۴، ظاهراً در نتیجه تغییر در مقامات شهری، تصمیم بر آن شد که نشان کاراکاس را که قدری اندازه آن بزرگ‌تر شده بود در مرکز زمینه قرار دهند، این ترکیب جدید همچنان نیز حفظ شده‌است.

### نشان
نشان شهر کاراکاس توسط شهرداری لیبرتادور طراحی شد، این شهرداری برای متمایز کردن خود و نیز شهرداری مرکزی شهر نقش شیر، و نیز صلیب سنت جیمز را در این نشان طراحی کرد. به صورت نمادین، کاراکاس نماینده نشان مرکز جمهوری است.

### سرود
سرود شهر «مارچا کاراکاس» نام دارد که ساخته «پیرو پزوتی د ماتیس» به همراه اشعار خوزه انریکه سارابیا است، که بر اساس موافقت‌نامه‌ای که در ۲۸ مارس ۱۹۸۴ به تأیید شورای شهر رسید اشعار به عنوان بخش اصلی و جدایی‌ناپذیر سرود به آن افزوده شد. شجاعت مردم کاراکاس، و نیز یادبود شهر بام‌های قرمز الهام‌بخش سرود است.

## بخش‌ها

### مناطق شهرداری
کاراکاس دارای پنج منطقه شهرداری است: باروتا، ال هاتیلو، چاکائو، لیبرتادور، و سوکر. به موجب قانون اساسی ونزوئلا شهرداری‌ها باید به دو بخش اجرایی و قانون‌گذاری تقسیم می‌شود. شهردار ریاست بخش اجرایی شهرداری را بر عهده دارد و این در حالی است که بخش قانون گذاری شهرداری توسط شورای شهر اداره می‌شود. در ۸ مارس ۲۰۰۰ یعنی یک سال پس از تصویب قانون اساسی جدید ونزوئلا در روزنامه رسمی شماره ۳۶٬۹۰۶ اعلام شد که منطقه شهری کاراکاس بزرگ ایجاد خواهد شد، و اینکه برخی از اختیارات شهرداری‌های مناطق به "شهردار آلکادیاً، که در شهرداری لیبرتادور واقع شده تفویض خواهد شد.
کالائو و آلتامیرا از محلات مرفه‌نشین کاراکاس‌اند.

## موقعیت جغرافیایی
کاراکاس در دره‌ای واقع شده، و توسعه شهر در قرن اخیر منجر به گسترش شهر تا کوهستان‌های مجاور شده‌است. منبع اصلی آب کاراکاس رودخانه گوآریکو است، که در داخل شهر جریان دارد. کوه سرو ال آویلا در بخش شمالی شهر واقع شده‌است.

## وضعیت اقتصادی

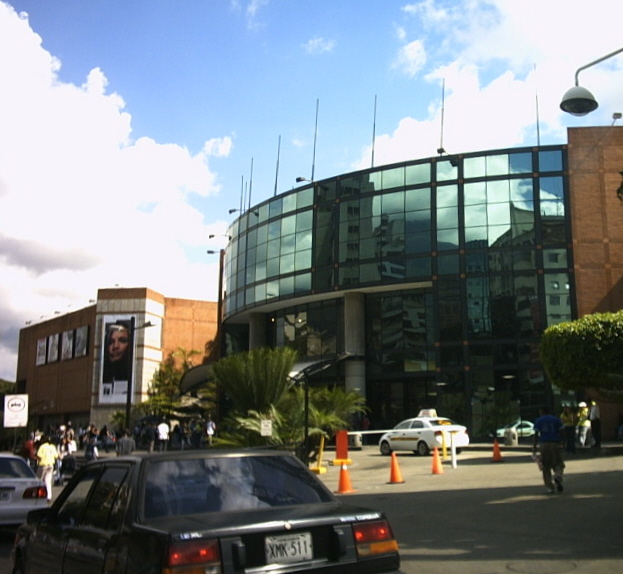
کاراکاس

کاراکاس به عنوان پایتخت ونزوئلا، دارای شرکت‌های خدماتی، بانکها، فروشگاهها و دیگر مراکز است. ۱۰۰ درصد این مراکز خدماتی هستند، به استثنای برخی صنایع که در حومه مادرشهری آن احداث شده‌اند، بورس اوراق بهادار کاراکاس نیز از دیگر مراکز مهم اقتصادی کاراکاس است، این مرکز درخواست خرید را مطرح کرده و اجازه فروش ابزار مورد نیاز برای مذاکرات خود در بازار سهام را صادر می‌کند. شرکت نفت ونزوئلا (PDVSA) که بزرگ‌ترین شرکت کشور است نیز در کاراکاس واقع شده‌است، این شرکت مسئول انجام مذاکرات تمامی موافقت‌نامه‌های بین‌المللی برای توزیع و صادرات نفت به سایر کشورهای جهان است.

## مترو
متروی کاراکاس در سال ۱۹۸۳ تأسیس شده و هم‌اکنون دارای ۴ خط و ۴۶ ایستگاه می‌باشد.

## جمعیت‌نگاری

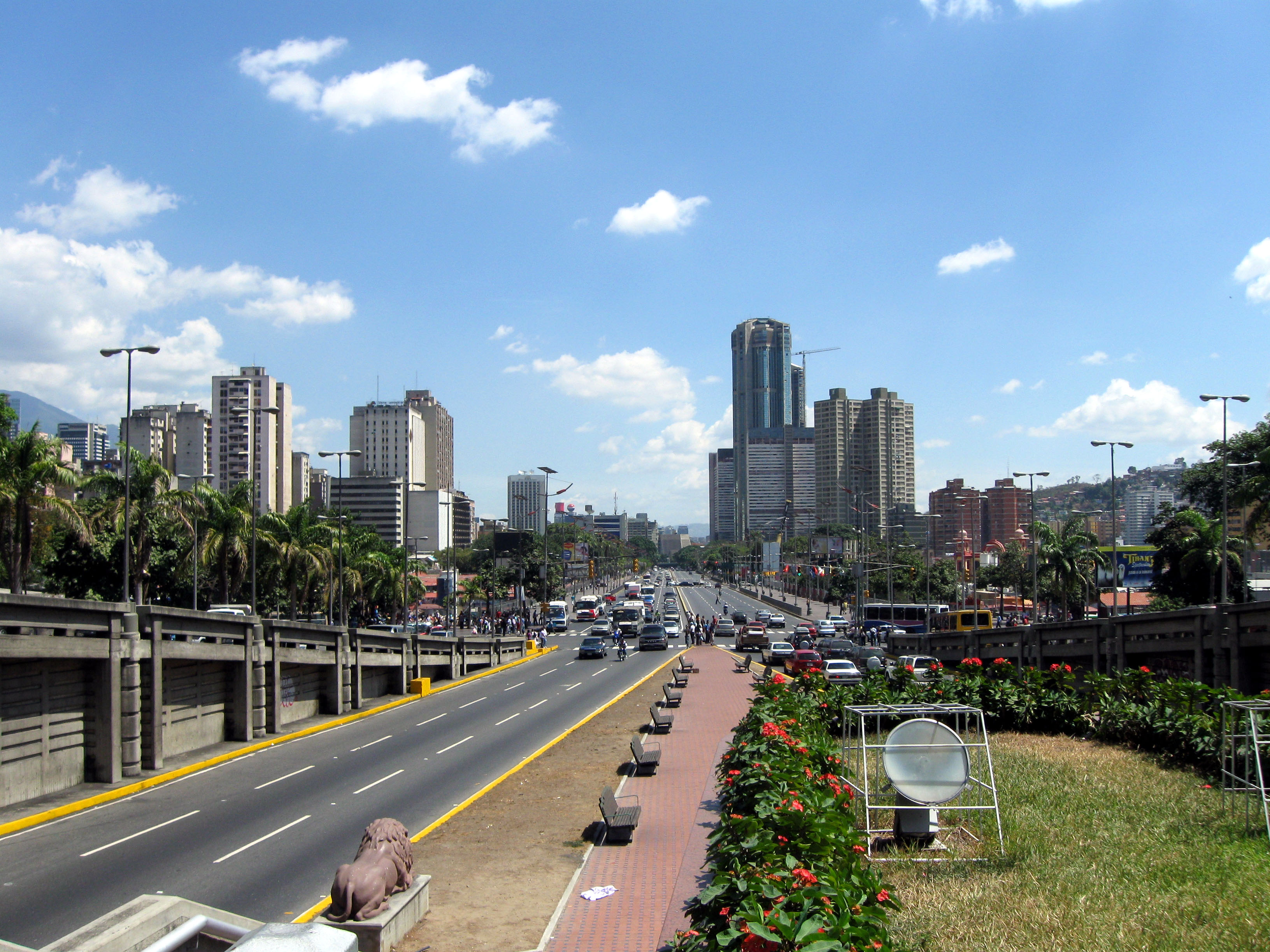
شهر کاراکاس

جمعیت کاراکاس ۳٬۲۷۶٬۰۰۰ نفر است، که این رقم شامل مناطق حومه شهر، همچون پتاره، که دارای جمعیتی حدود ۱٬۵۰۰٬۰۰۰ نفر است نمی‌باشد.
ترکیب نژادها و فرهنگ‌های مختلف در طول تاریخ کاراکاس همواره در این شهر مشهود بوده‌است. پیش از این، در دوران استعمار، اسپانیایی‌ها با بومیان سرخ ‌پوست و پس از آن با سیاه ‌پوستانی که برای کار در مزارع کاکائو و قهوه به این منطقه آمدند در هم آمیختند، بنابراین، امروزه می‌توان هرگونه ترکیبی از آمیزش این نژادها را در شهر شاهد بود.
پس از دوران استعمار، یعنی زمانی که ونزوئلا استقلال یافته بود و زمانی که نفت کشف و استخراج شد، شهر در حال رشد شاهد نوع دیگری از مهاجرت بود، اروپائیان. فرانسویان تلفن را با خود به ونزوئلا آوردند (به همین دلیل است که مردم این کشور همانند فرانسویان در هنگام پاسخ گفتن به تلفن از لفظ «الو» استفاده می‌کنند) و هلندیان (شل پترولیوم) نیز برای استخراج نفت پا به این منطقه گذاشتند.
پس از آن، به دلیل وقوع جنگ دوم جهانی و نظام‌های دیکتاتوری قدیم اروپا و نیز استخراج بیشتر نفت، هزاران مهاجر از اسپانیا (خصوصاً گالیسیا و جزایر قناری)، پرتغال (خصوصاً جزیره مادیرا)، ایتالیا و دیگر کشورهایی نظیر ترکیه و لبنان برای آغاز زندگی جدید در شهر جدیدی که در آستانه انفجار بود، پا به کاراکاس گذاشتند. مهاجرت اروپائیان در طول دهه‌های ۶۰ و ۷۰ بیشتر چشمگیر بود. اما چند سال بعد، در طول دهه‌های ۸۰ و ۹۰، کاراکاس نوع جدیدی از مهاجران را پذیرفت، این بار مهاجران از کشورهای همسایه نظیر کلمبیا؛ اکوادور؛ پرو؛ بولیوی؛ ترینیداد و توباگو؛ هائیتی بودند، که با حضور خود در کاراکاس نوع جمعیت‌شناختی جدیدی را وارد منطقه کردند.
خوشبختانه، به دلیل نفوذ کهنه اسپانیا، ترکیب نژادها و فرهنگ‌ها مسئله‌ای رایج در شهر کاراکاس بوده‌است. بنابراین، به راحتی می‌توان در این شهر افرادی با موی بور و چشمانی سیاه و نیز افرادی سیاه با موی بور و چشمان آبی یافت. با این وجود، بافت جمعیتی رایج «مولاتو» (سیاه+سفید)، «مستیزو» (سفید پوست+بومیان سرخ‌پوست)، و «کریولو» (ترکیبی از هر سه نژاد) است.
امروزه، به دلیل رشد صنعت نفت، و نیز سیاست‌های مهاجرتی جدید، کاراکاس پذیرای مهاجرانی از کوبا، چین، کشورهای عربی همچون عراق و نیز کشور ایران است. مهاجرت جدید بیشتر ناشی از اتحادی است که هوگو چاوز رئیس‌جمهور پیشین ونزوئلا با این کشورها ایجاد کرده‌است.
همانطور که می‌بینید، بسیاری از مردم به شهر کاراکاس پا گذاشته‌اند اما متأسفانه رشد شهر به صورتی بی‌برنامه و بدون کنترل بوده‌است. هیچگونه برنامه‌ریزی جمعیت‌شناختی تاکنون در شهر انجام نشده‌است، به همین دلیل هنوز می‌توان مناطق و محلاتی را در کاراکاس یافت که فاقد سیستم‌های برق و آب‌رسانی هستند، نیازی به ذکر دیگر خدمات همچون مدرسه، بیمارستان، پاسگاه پلیس، اداره آتش‌نشانی و غیره نیست. بنابراین، بسیاری از مناطق حومه و محلات شهر همچون مناطق بی‌قانونی هستند که در آن جرم و ناامنی شب و روز بیداد می‌کند. کاراکاس، همچون دیگر شهرهای آمریکای لاتین، از بهترین نمونه‌های «توسعه بدون برنامه و حمایتی» است، که در نتیجه شهری جدید، و ثروتمند اما هم‌زمان مبتلا به بی‌قانونی و فقر فزاینده ایجاد می‌شود.
کاملاً طبیعی است که در کاراکاس ساختمانی ۶۰ طبقه و باشکوه و دارای آخرین فناوری روز را در کنار خانه‌های فقیرنشین، سست و خطرناک مشاهده کرد.

## مناطق دیدنی

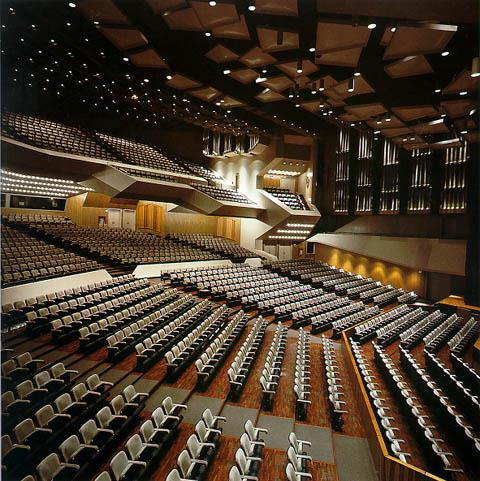
نمایی داخلی از سالن اصلی تئاتر ترسا کارنو در کاراکاس.

### دانشگاه سیوداد
ساختمان اصلی دانشگاه مرکزی ونزوئلا، که توسط معمار مشهور کارلوس رائول ویلانوئوا طراحی شده و یونسکو در سال ۲۰۰۰ آن را میراث جهانی خوانده‌است، یکی از شاهکارهای هنر معماری تلقی می‌شود. بیش از ۲۸ هنرمند از مکتب هنری پیشرو معاصر در اجرای این پروژه شرکت داشتند. از جمله آنان می‌توان هانس آرپ، الکساندر کالدر، فرناند لگر، ویکتور وازارلی، به همراه فرانچسکو ناروائز، آلخاندرو اوترو و اوسوالدو ویگاس از ونزوئلا نام برد.

### کپیتولیو فدرال
کپیتولیو فدرال یک بلوک کامل شهر را به خود اختصاص داده‌است، و با گنبدهای طلایی و نیز سنگفرش‌های نئوکلاسیک خود، ممکن است حتی بزرگ‌تر نیز به نظر برسد. ساخت این بنا در دهه ۱۸۷۰ و توسط آنتونیو گوزمان بلانکو انجام شد، و بیشتر شهرت آن به خاطر سالن الیپتیکو، یعنی یک سالن بیضی شکل است که دارای گنبدها و دیوارهای پوشیده از نقاشی‌های دیواری است که بزرگان کشور را به تصویر کشیده‌است.
در صورتی که در سالروز استقلال ونزوئلا به این محل وارد شوید، خواهید توانست قانون استقلال ۱۸۱۱ را که بر روی پایه مجسمه نگاشته شده و تنها در این روز به نمایش عمومی در می‌آید مشاهده کنید. راهروهای گرداگرد سالن پوشیده از تصاویر جنگ‌های استقلال ونزوئلاست.

### پارک دل استه
این بنا توسط روبرتو برل مارکس معمار برزیلی طراحی شده‌است. این منطقه بهشت سبزی در مرکز شهر است، که در آن فعالیت‌های متعددی می‌توان انجام داد. حیوانات اهلی نیز در بخش باغ وحش این پارک به نمایش گذاشته شده‌اند. نسخه‌ای از کشتی مشهور کریستف کلمب با نام لا سانتا ماریا در بخش جنوبی پارک به تصویر کشیده شده‌است.

### مجتمع فرهنگی ترزا کارنو
مجتمع فرهنگی ترزا کارنو، یا تئاتر ترزا کارنو، یکی از مهم‌ترین سالن‌های تئاتر شهر کاراکاس و ونزوئلاست، که در آن کنسرت‌های نمادین و مردم‌پسند، اپرا، رقص باله و تئاتر برگزار می‌شود. این سالن در ناحیه فرهنگی شهر و در نزدیکی بنای موزه، پارک کائوبوس و آتنی کاراکاس واقع شده‌است. این مجتمع به دو بخش تقسیم می‌شود: «خوزه فیلیکس ریباس» و «ریو ریان». این بنا در زمینی به مساحت ۲۲ هزار متر مربع احداث شده‌است. نام این سالن برگرفته از نام ترسا کارنو پیانیست مشهور است.

### کاسا ناتال د بولیوار
در کاراکاس آسمان‌خراش‌ها ممکن است به خوبی به چشم بخورد، اما در بازسازی خانه‌ای که سیمون بولیوار در ۲۴ ژوئیه ۱۷۸۳ در آن به دنیا آمد ممکن است چیزی بیش از رنگ و بوی استعمار اولیه به چشم بخورد. نمایشگاه‌های سلاح، پرچم و یونیفرم در این موزه به تصویر کشیده شده‌است.
بیشتر فضای داخلی این ساختمان مربوط به دوران استعمار را تصاویر عظیمی از صحنه‌های نبرد اشغال کرده‌است، اما در موزه بولیوار وسایل شخصی وی بیشتر به چشم می‌خورد. افتخار این مکان در تابوتی نهفته‌است که در آن بقایای بولیوار از کلمبیا به ونزوئلا بازگردانده شد؛ خاکستر بولیوار اکنون در زیارتگاه ملی نگهداری می‌شود.
مراسم تشییع جنازه بولیوار ۱۲ سال پس از مرگ وی در ایگلسیا د سانفرانچسکو یعنی چند ساختمان در غرب همین مکان برگزار شد و در همین مکان بود که وی در سال ۱۸۱۳ به نام سیمون بولیوار ال لیبرتادور نامیده شد. تلالو زیارتگاه‌های کلیسای این محل چشم‌ها را خیره کرده و گرچه گوزمن بلانکو این کلیسا را مدرن کرده‌است اما کلیسا همچنان بخش اعظم معماری استعماری درونی خود را حفظ کرده‌است.

### موزه هنر دوران استعمار
باغ‌های گرداگرد این موزه نیز به اندازه دورن آن اغواگر است. این موزه در یک خانه بزرگ و با شکوه ییلاقی که به کوئینتا آنائوکو شهرت دارد، و توسط فضای سبز زیبایی احاطه شده احداث شده‌است. درون خانه اتاق‌هایی که با وسواس تمام مرمت شده قرار دارد، این اتاق‌ها از آثار هنری، مبلمان و لوازم و بسیاری دیگر از صنایع دستی که با دقت خاصی گزینش شده انباشته شده‌است.
کوئینتا در زمان ساخت خود یعنی در سال ۱۷۹۷، در خارج از شهر تاریخی واقع بود، اما امروزه این خانه تبدیل به واحه‌ای شده‌است که در دل نواحی حومه سن برنادینو واقع است. چنانچه صبح یکشنبه به این مکان قدم بگذارید ممکن است با کنسرتی مواجه شوید که در اتاق‌هایی که زمانی اصطبل این ساختمان بوده برگزار می‌شود.

### زیارتگاه ملی
مقدس‌ترین بنا در ونزوئلا از شمال پلازا بولیوار پنج ساختمان با این بنا فاصله دارد، این بنا در حاشیه شمالی شهر واقع شده‌است. این بنا که سابقاً کلیسا بوده‌است، در سال ۱۸۷۴ توسط آنتونیو گوزمان بلانکو به عنوان گورستان بزرگان ونزوئلا در نظر گرفته شد. کل صحن مرکزی کلیسا وقف بولیوار شده، و در قربانگاه نیز تابوت برنزی این قهرمان قرار گرفته‌است و این در حالی است که افرادی که از شهرت کمتری برخوردارند در راهروها دفن شده‌اند. گنبد زیارتگاه ملی پوشیده از نقاشی‌های متعلق به دهه ۱۹۳۰ است که تصاویری از زندگی بولیوار را ترسیم می‌کند و چلچراغ بزرگ نیز که در بالای سر می‌درخشد در سال ۱۸۸۳ به مناسبت صدمین سالگرد تولد وی در این مکان نصب شده‌است. تعویض نگهبانان که روزانه چند بار و طی مراسمی خاص انجام می‌شود نیز از دیگر صحنه‌های دیدنی این موزه‌است.

### پارک مرکزی
در پرسه‌ای کوتاه در شرق پلازا بولیوار به پارک مرکزی می‌رسیم، این مجموعه بتونی مرکب از پنج سطح مسکونی دارای معماری یوحنایی است، که دارای دو برج ۵۳ طبقه هشت ضلعی است که یکی از آن‌ها پس از آنکه در جریان آتش‌سوزی در ۱۷ اکتبر ۲۰۰۴ متحمل خسارات زیادی شد در حال حاضر در حال بازسازی است.
پارک مرکزی کانون فرهنگی و هنری کاراکاس است، در این بنا موزه، سالن سینما، مجموعه فرهنگی ترسا کارنو، و زیارتگاه کاراکاس و شرکت تئاتر راجاتابلا که از محبوبیت بسیاری نیز برخوردار است واقع شده‌است. میرادور د لاتوره اوسته، که در طبقه ۵۲ واقع شده دارای چشم‌اندازی ۳۶۰ درجه‌ای از شهر است.

### پلازا بولیوار
پلازا بولیوار که آکنده از برگ است در کانون شهر قدیمی قرار گرفته و مجسمه یادبود سیمون بولیوار نیز در مرکز آن نصب شده‌است. ساختمان‌های جدید و بلند بیشتر چشم‌انداز یادگار دوران استعمار محله اصلی کاراکاس را به خود اختصاص داده‌است. اما این منطقه زنده و با طراوت همچنان دارای مناطق دیدنی مهمی است.
طبقه همکف موزه کاراکاس نمایانگر تاریخ محلی است، و نیز دارای مدل‌های مهمی از شهر به نحوی که در اوایل قرن نوزدهم و دهه ۱۹۳۰ شکل گرفته‌است. برای پی بردن به میزان رشد این شهر، تنها کافی است نگاهی به نقشه‌ای که قدمت آن به سال ۱۵۷۸ بازمی‌گردد و در حیاط مرکزی بنا قرار گرفته بیندازید.

### ال هاتیلو
ال هاتیلو یکی از شهرک‌های یادگار دوران استعمار است که در حومه جنوب شرقی کاراکاس در منطقه شهری‌ای به همین نام واقع شده‌است. این شهرک کوچک، که یکی از معدود مناطق ونزوئلاست که در آن وضعیت مربوط به دوران استعمار حفظ شده‌است، تصویری از کاراکاس چند قرن پیش به دست می‌دهد. ال هاتیلو نیز مانند هر شهر دیگری در ونزوئلا، دارای پلازا بولیوار خاص خود است که تندیس سیمون بولیوار|ال لیبراتور در وسط آن قرار گرفته‌است. این شهرک دارای یک کلیسای کاتولیک رم و بسیاری ساختمان‌های دیگر مربوط به دوران مهاجرنشینی نیز هست که به خوبی حفظ شده‌اند. حتی شهرداری، بانکها، و کتاب فروشی‌ها نیز در این محله ظاهر مربوط به دوران استعمار خود را حفظ کرده‌اند، و دارای پنجره‌های خاص آن دوران، در های تمام چوبی و پشت بام‌های دارای سفال‌های قرمز هستند.
بخش مربوط به دوران استعمار شهرداری ال هاتیلو تنها بخش اندکی از تمام زمین را نشان می‌دهد. دیگر بخش‌های شهرداری ال هاتیلو محلات مسکونی و تجاری معمولی از جمله محلاتی همچون لا بویرا، اوریپوتو و لالاگونیتا هستند.

### سرو ال آویلا
سرو ال آویلا («کوه ال آویلاً) (ووآرایرا رپانو)، کوهی واقع در شمال مرکزی ونزوئلاست، این کوه در جوار کاراکاس واقع شده و آن را از دریای کارائیب جدا می‌کند، از این کوه به عنوان ریه نباتی کاراکاس یاد می‌شود، و یکی از مناطق دیدنی شهر محسوب می‌شود. در سال ۱۹۵۸ این کوه "پارک ملی ال آویلاً " نام گرفت.

### لاس مرسدس
افرادی که خواهان آشنایی با مهم‌ترین منطقه تجاری و مادرشهری کاراکاس هستند، باید به لاس مرسدس بروند، این منطقه دارای برخی از بهترین رستوران‌های شهر که دارای متخصصان تغذیه هستند، و نیز میخانه‌ها، بارها و استخرهای متعددی است. این منطقه وعده‌گاه محبوب جوانان کاراکاس و دارای برخی از برترین مغازه‌ها، و مجتمع‌های تجاری کاراکاس است.

### محله آلتامیرا
آلتامیرا محله‌ای است که در منطقه شهرداری چاکائو، می‌راندا|چاکائو از شهرداری کاراکاس واقع شده‌است، این محله دارای ایستگاه متروی خاص خود، هتلها و رستوران‌های متعدد، و یکی از مراکز تجاری مهم شهر است، خیابان فرانچسکو د می‌راندا (یکی از خیابان‌های اصلی کاراکاس) و دیستیبیودور آلتامیرا (یک خروجی متراکم بزرگراه) هر دو در آلتامیرا واقع شده‌اند.

## اماکن مذهبی
- کلیسای جامع کاراکاس
- Basílica Menor de Santa Capilla
- Sinagoga Tiferet Israel en Maripérez
- Mezquita Ibrahim Al-Ibrahim
- Iglesia San Francisco
- Iglesia Santa Rosalía de Palermo
- Basílica Santa Teresa
- Iglesia Rumana Ortodoxa de San Constantino y Santa Elena
- Iglesia Nuestra Señora de Altagracia

### کلیسای جامع کاراکاس
کلیسای جامع کاراکاس در یکی از زوایای پلازا بولیوار واقع شده و پس از زمان ساخت آن در سال ۱۵۹۴ بارها تخریب و تبدیل به ویرانه‌ای شده‌است، والدین سیمون بولیوار در کنار قربانگاه‌های دست‌ساز این کلیسا دفن شده‌اند، این کلیسا دارای آثار هنری باشکوهی، همچون «رستاخیز» اثر پیتر پل روبنز، «بازنمایی مریم مقدس» اثر موریلو، و شام آخر، و اثر ناتمام آرتورو میچلنا نقاش ونزوئلایی است.

## مناطق دیدنی و پارکها
| - پلازا اولیری - پلازا ونزوئلا/پاسئو کولون - پلازا بولیوار - پلازا فرانسیکا (کاراکاس) - پلازا لاایندیا - پلازا د لوس موسئوس - پلازا لاکاستلانا - پلازا آندرس الوی بلانکو - پلازا ال ونزوئلانو - پارک دل است «رومولو بتانکورت» - پارک دل اوسته: "جوویتو ویلالبا - پارک لوس کائوبوس - پارک لوس کوروس - پارک آریستاید روجاس - پارک وینیسیو آدامز - پارک آروفلو - پارک کوئوا دل ایندیو | - پارک جانورشناسی د کاریکوئائو - پارک جانورشناسی ال پینار - پارک مانوئل سان - پارک ماراکائیبو - پارک سانز - پارک جانورشناسی د کونتاکتو «اکسپانزو» - جاردین بوتانیکو د کاراکاس - Jardines de las Universidades: Simón Bolívar y Central de Venezuela - Paseo Los Próceres - Paseo El Calvario - پارک ملی ال آویلا - Cerro el Volcán - پارک ملی ماکارائو - Zona de Protección del Litoral Central - Zona de Protección del Área Metropolitana de Caracas - Zona de Protección “El Algodonal” |  |

## دانشکده‌ها و دانشگاه‌ها
کاراکاس محل برخی از برترین دانشگاه‌های ونزوئلا است، که از جمله آن‌ها می‌توان از دانشگاه مرکزی ونزوئلا، دانشگاه سیمون بولیوار، دانشگاه کاتولیک اندروس بلو دانشگاه شهر، دانشگاه خوزه مناریا وارگاس و چندین دانشگاه دیگر نام برد.

## ورزش
برجسته‌ترین تیم‌های فوتبال و بیسبال در کاراکاس قرار دارند. مرکز چندین ورزش دیگر نیز شهر کاراکاس است.
تیم‌های بیسبال تیبورونز د لا گوایرا و لئونز دل کاراکاس «ورزشگاه المپیک د لا UCV» متعلق به دانشگاه مرکزی ونزوئلا را که دارای گنجایش ۲۵٬۰۰۰ نفر است در اختیار دارند.
نویگنتس دل ماگالانز، نیز یکی دیگر از تیم‌های بیسبال شهر کارکاس است، این تیم به والنسیا، کارابوبو منتقل شد، اما به ویژه به خاطر رقابت این تیم با تیم محلی این تیم محبوبیت زیادی در پایتخت دارد.
شهر کاراکاس دارای دو ورزشگاه فوتبال است:
- ورزشگاه المپیک کاراکاس|ورزشگاه المپیک د لا UCV، با گنجایشی معادل ۳۰٬۰۰۰ تماشاچی است (اما ظرفیت این ورزشگاه برای جام کوپا آمریکا در سال ۲۰۰۷ به ۴۰٬۰۰۰ نفر در حال افزایش است).
- ورزشگاه بریگیدو ایریارته، دارای گنجایش ۱۲٬۰۰۰ تماشاچی است (که از قدیم در اختیار باشگاه فوتبال کاراکاس و دپورتیوو ایتالچاکائو بوده‌است). باشگاه فوتبال کاراکاس ورزشگاه اختصاصی خود با نام «کوکودریلوس اسپرت پارک» را در اوت ۲۰۰۵ افتتاح خواهد کرد.

از آنجایی که کاراکاس پایتخت ونزوئلاست، مؤسسه ملی ورزش، کمیته المپیک ونزوئلا و نیز بسیاری دیگر از باشگاه‌ها و فدراسیون‌های ملی نیز در آن واقع شده‌است.

## تیم‌های ورزشی
- بیسبال: Leones del Caracas B.B.C.
- فوتبال: "باشگاه فوتبال کاراکاس، باشگاه فوتبال استرلا روجا، دیپورتیوو ایتالیاً
- بسکتبال: Cocodrilos del Caracas B.C.

## فرهنگ
کاراکاس پایتخت فرهنگی ونزوئلاست، و دارای رستوران‌ها، سالن‌های نمایش، موزه‌ها، و مراکز خرید متعدد است. این شهر همچنین محل استقرار مهاجرانی از مناطقی همچون اسپانیا، ایتالیا، پرتغال، خاورمیانه، آلمان، چین، و کشورهای آمریکای لاتین است.

## موزه‌ها و سالن‌های نمایش
| - موزه دل ترنسپورت گیلرمو خوزه شائل - موزه دل تکلادو - موزه ساکرو د کاراکاس - موزه تاریخ نظامی - موزه هنرهای معاصر کاراکاس (MACC)، که دارای یکی از مهم‌ترین گنجینه‌های هنری آمریکای جنوبی است. - موزه جاکوبو بورخس - موزه هنری د بلاس (کاراکاس) - موزه آلخاندرو اوترو - موزه هنرهای مردمی د پتاره | - آتنئو د کاراکاس - موزه سمعی بصری - موزه آلخاندرو اوترو - نگارخانه کونتینی، نگارخانه بین‌المللی نقاشی (آمریکا و اروپا) - مرکز هنری استانیکا - موزه بولیوار - مجتمع فرهنگی ترسا کارنو بایگانی‌شده در ۱۳ دسامبر ۲۰۲۰ توسط Wayback Machine - دانشگاه شهر کاراکاس - تئاتر شهر - تئاتر ملی |

- Casa natal del Libertador Simón Bolívar
- Museo de la Estampa y el Diseño Carlos Cruz-Diez
- Museo de los Niños
- Museo de Ciencias Naturales
- Cinemateca Nacional
- Museo de Arte Colonial: Quinta de Anauco
- Galería de Arte Nacional
- Museo Arturo Michelena
- Cuadra Bolivariana
- Centro de Estudios Latinoamericanos Rómulo Gallegos (CELARG)
- Poliedro de Caracas

## افراد سرشناس
کاراکاس زادگاه بسیاری از سیاست‌مداران و هنرمندانی بوده‌است که تاریخ و فرهنگ کشور خود را رقم زده‌اند:
- کارولینا هررا
- سیمون بولیوار
- سیمون رودریگز
- آندرس بلو
- مانوئل بلوم
- لوئیسا کاسرس د آریسمندی
- ترسا کارنو
- رومولو خالخوس
- کارلوس کروز دیز
- پدرو خوال اسکاندون

| - آنتونیو گوزمان بلانکو - فرانچسکو د می‌راندا - آرماندو رورون - تیتو سالاس - فرمین تورو - مارتین توواری تووار - آرتورو اوسلار پیتری - خوزه آنخل لاماس - خووان آنتونیو پرز بونالده |

## تفریحات
شهر کاراکاس دارای دو ورزشگاه فوتبال اصلی است: ورزشگاه المپیک با ظرفیت ۳۵٬۰۰۰ تماشاچی و ورزشگاه استادیو بریگیدو ایریارتل، با گنجایش ۲۵٬۰۰۰ تماشاچی، که مرکز باشگاه فوتبال کاراکاس و نیز ایتالچاکائو است. تیم‌های بیسبال تیبورونز د لا گوایرا و لئونز دل کاراکاس نیز در ورزشگاه مشترک خود در ورزشگاه دانشگاه با گنجایش ۳۳٬۰۰۰ نفر بازی می‌کنند.
- کاراکاس میزبان بازی‌های قاره آمریکا در سال ۱۹۸۳ بود.

## حمل و نقل
- متروی کاراکاس از سال ۱۹۸۳ فعال بوده و ایمن‌ترین و سریعترین راه ممکن برای جابجایی در شهر بوده‌است. متروی کاراکاس به خاطر کارکرد و تمیزی آن مایه فخر این شهر است. متروی کاراکاس که دارای چهار خط و بیش از ۴۰ ایستگاه است، بخش عمده‌ای از شهر را پوشش می‌دهد. این مترو دارای سیستم بلیت یکپارچه‌است، که مسیر «مترو» را به سیستم اتوبوسرانی متروی کاراکاس که با کیفیتی همانند مترو در نواحی حضور دارد متصل می‌کند. ساعات کار مترو از پنج و نیم بامداد تا یازده شب است.
- اتوبوس‌ها مهم‌ترین وسیله حمل و نقل عمومی هستند. کاراکاس دارای دو سیستم اتوبوسرانی است: سیستم سنتی و متروباس. سیستم سنتی دارای انواع مختلف اتوبوس است، که توسط شرکت‌های مختلف مدیریت می‌شوند:
- اتوبوس؛ اتوبوس‌های بزرگ
- اتوبوس‌های متوسط و ون
- مینی‌بوس، وانت یا مینی‌وانت
- در نزدیکی مایکتیا فرودگاه بین‌المللی سیمون بولیوار، در فاصله ۱۳ کیلومتری مرکز کاراکاس واقع است، این فرودگاه مهم‌ترین فرودگاه از مجموع ۱۲ فرودگاه بین‌المللی ونزوئلاست.

### خیابان‌های اصلی

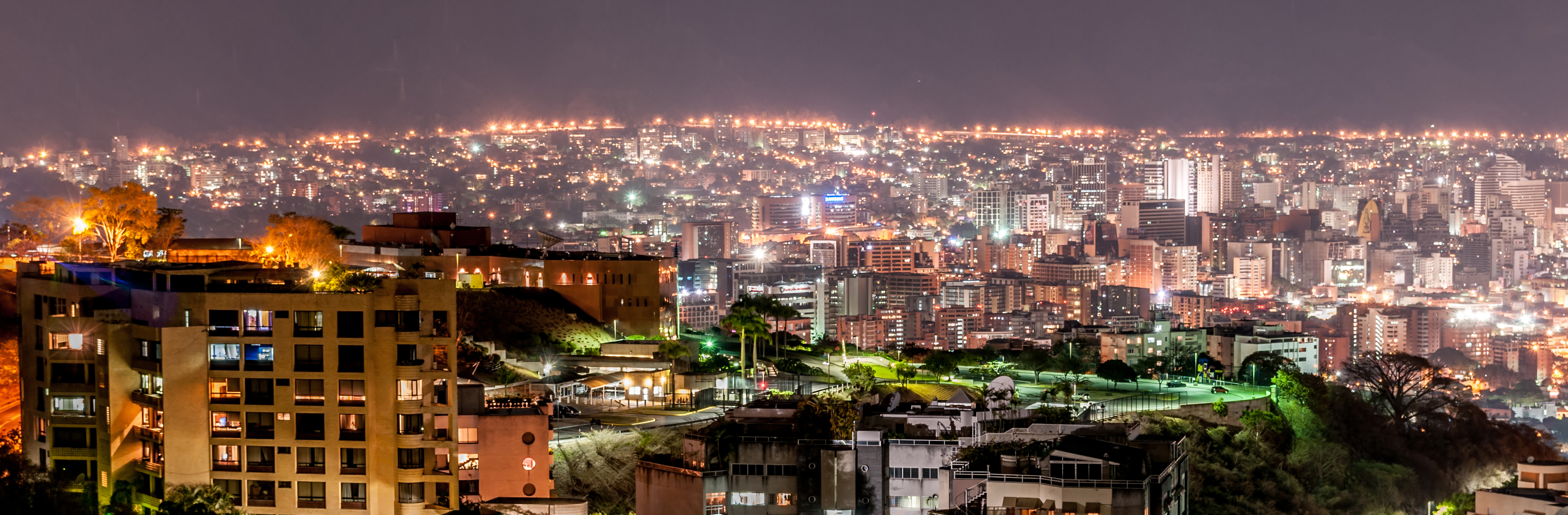
نمای شب مرکز شهر کاراکاس

| - خیابان بولیوار - خیابان سیمون بولیوار - خیابان یونیورسیداد رنج - خیابان بارالت - خیابان سوکره - خیابان اوردانتا - خیابان آندرس بلو - خیابان لکونا - خیابان پانتئون - خیابان لیبرتادور - خیابان فرانچسکو د می‌راندا - خیابان پائز - خیابان اوهیگینز - خیابان سن مارتین - خیابان آکاسیاس - خیابان لاس پالماس - خیابان آبراهام لینکلن () - خیابان فرانچسکو سولانو - خیابان کاسانووا - خیابان بین‌المللی ال وله - خیابان فوئرزاس آرماداس | - خیابان نوئوا گرانادا - خیابان پرزیدنته مدینا - خیابان روزولت - خیابان اصلی ال سمنتریو - پاسئو لوس ایلاسترس - خیابان لاس آکاسیاس - پاسئو لوس پروسرس - خیابان ریو دو ژانیرو - خیابان اصلی لاس مرسدس - خیابان ال روزال ونزوئلا - خیابان تاماناکو - خیابان بین‌المللی سانتا مونیکا-کامبرز د کرومو - بلوار ال کافتال - خیابان سانز Prin {} cipal avenue of Caurimare* - خیابان چهارم لوس پالوس گرندز - خیابان سن خووان بوسکو - خیابان لوئیس روچه - خیابان سوکه از لاس داس کامینوس - خیابان لوس کاستانوی لوس کوروس - خیابان رومولو خالخوس - خیابان اصلی ماکاراکووی - خیابان لا خوایریتا (گورستان شرق) |  |

## شهرهای خواهر
🇮🇷 تهران

## نگارخانه

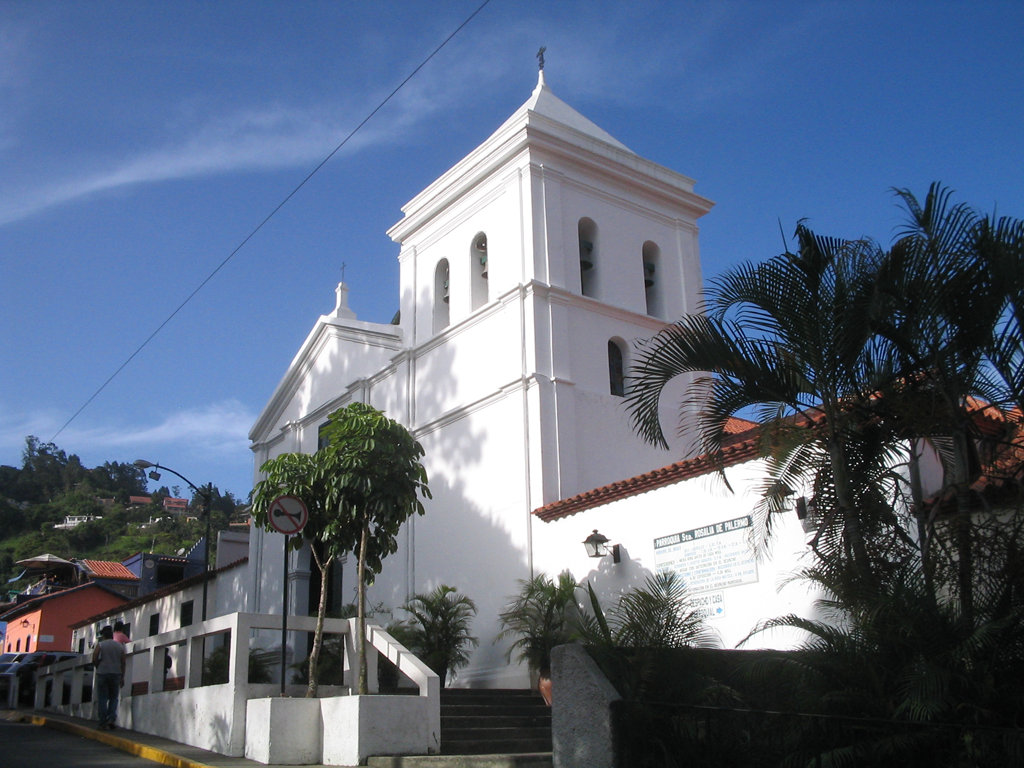
Santa Rosalía de Palermo Church in El Hatillo
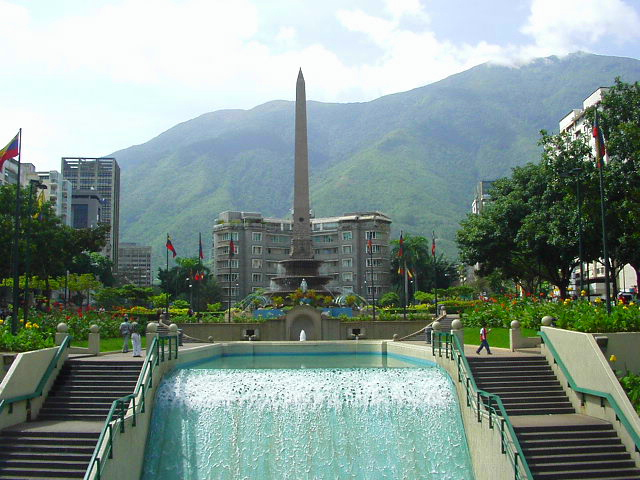
Plaza Francia in Chacao Municipality
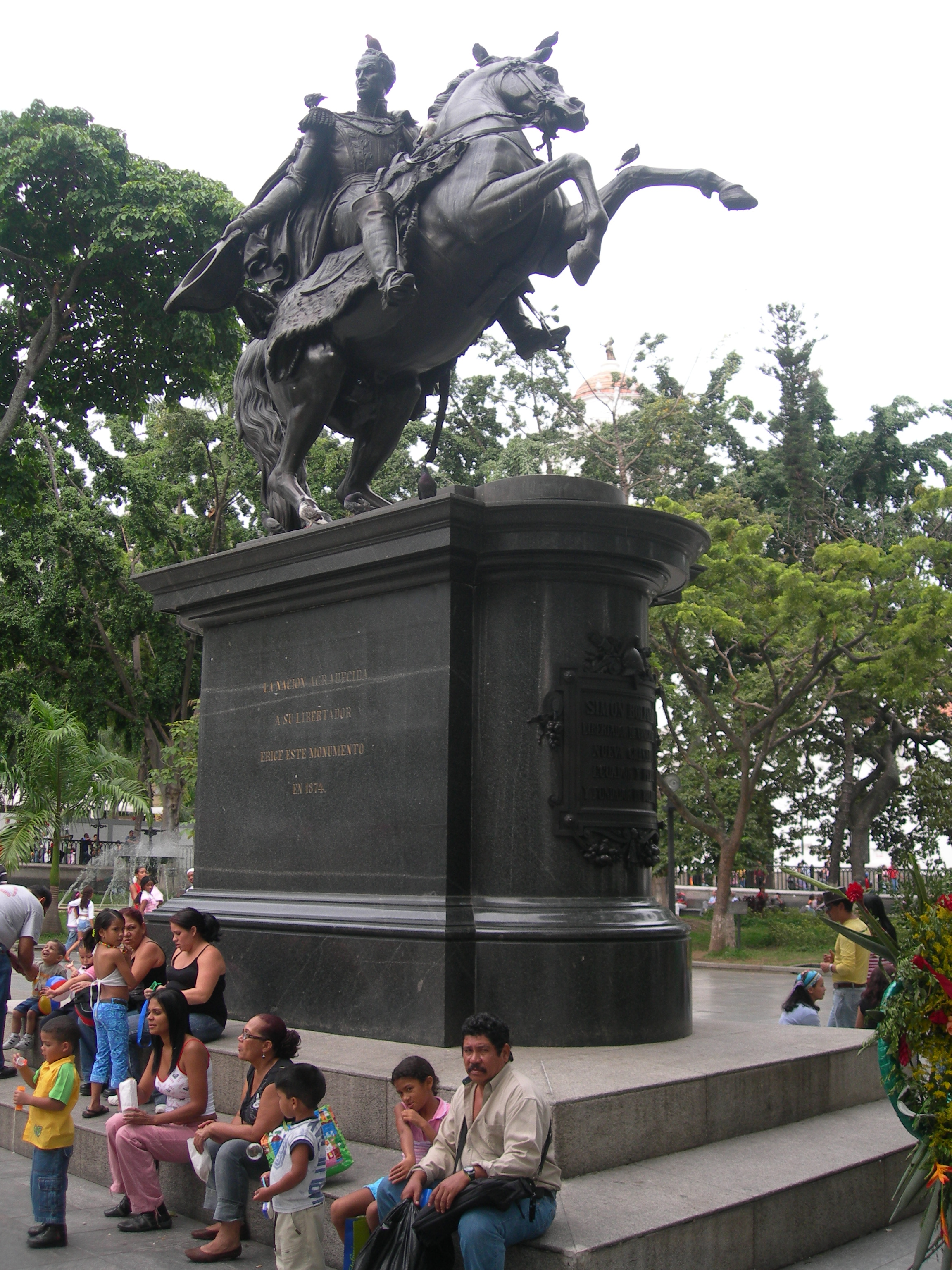

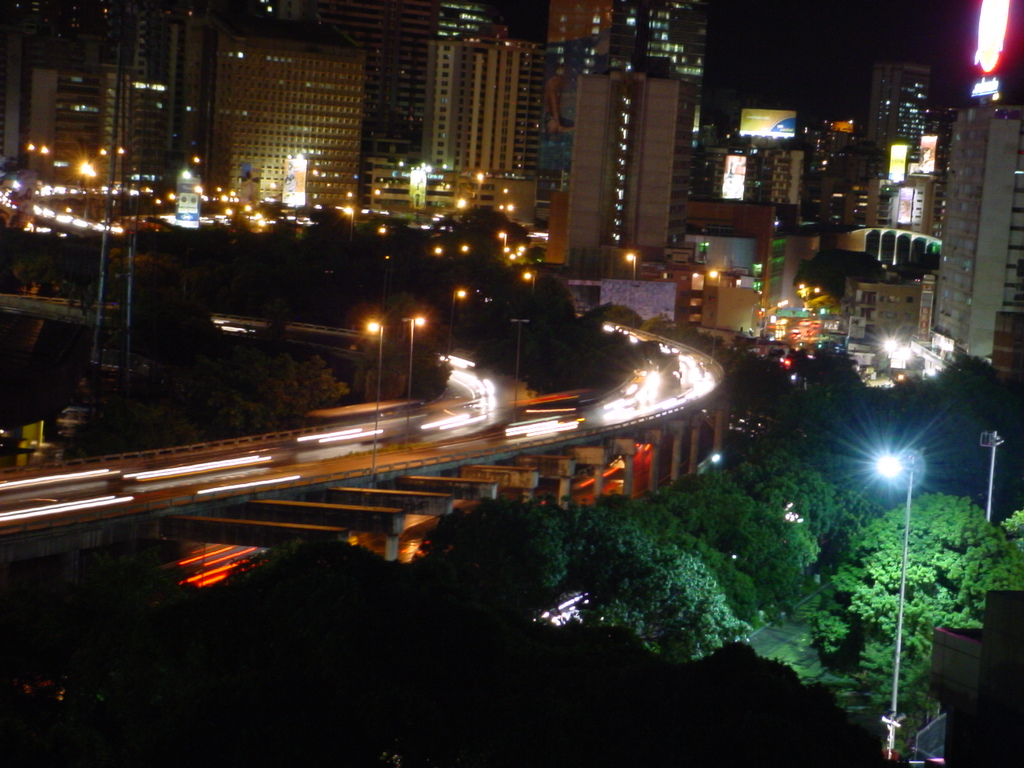
بزرگراه فرانسیسکو فاخاردو[۱۲] در شب
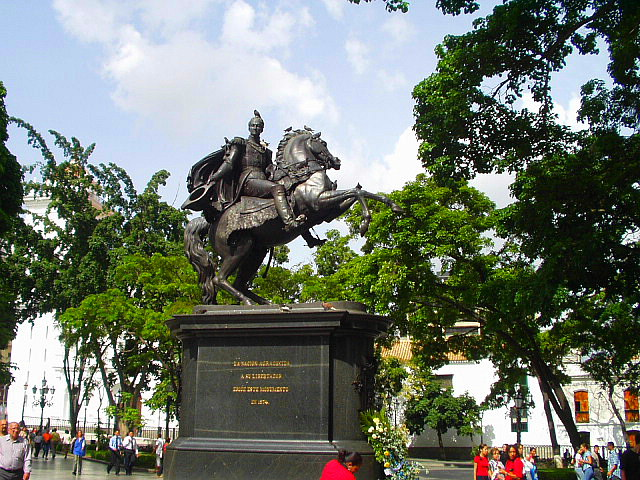
واقع در کاراکاس Plaza Bolívar مجسمه سیمون بولیوار در قصر
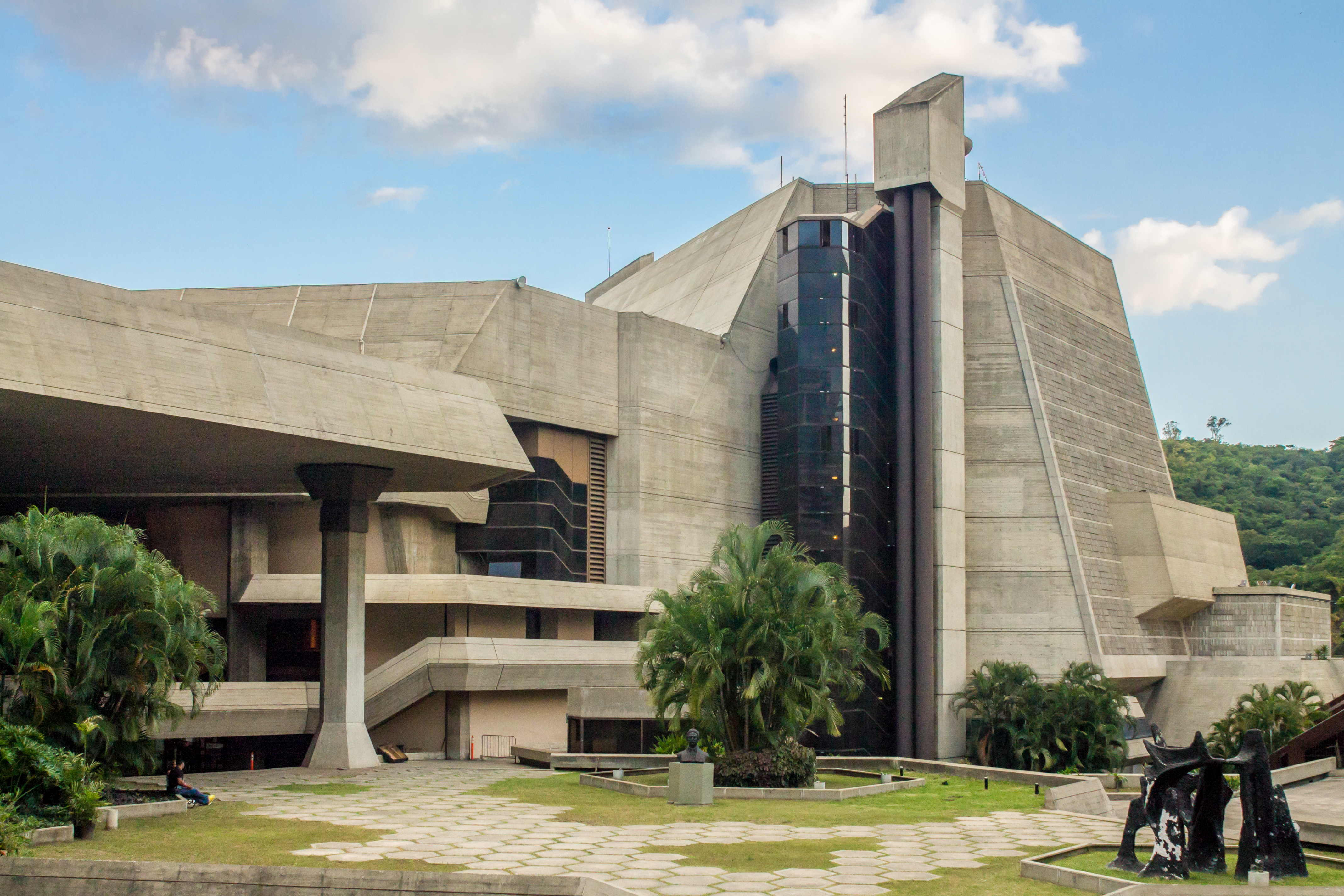
مجتمع فرهنگی ترزا کارنو

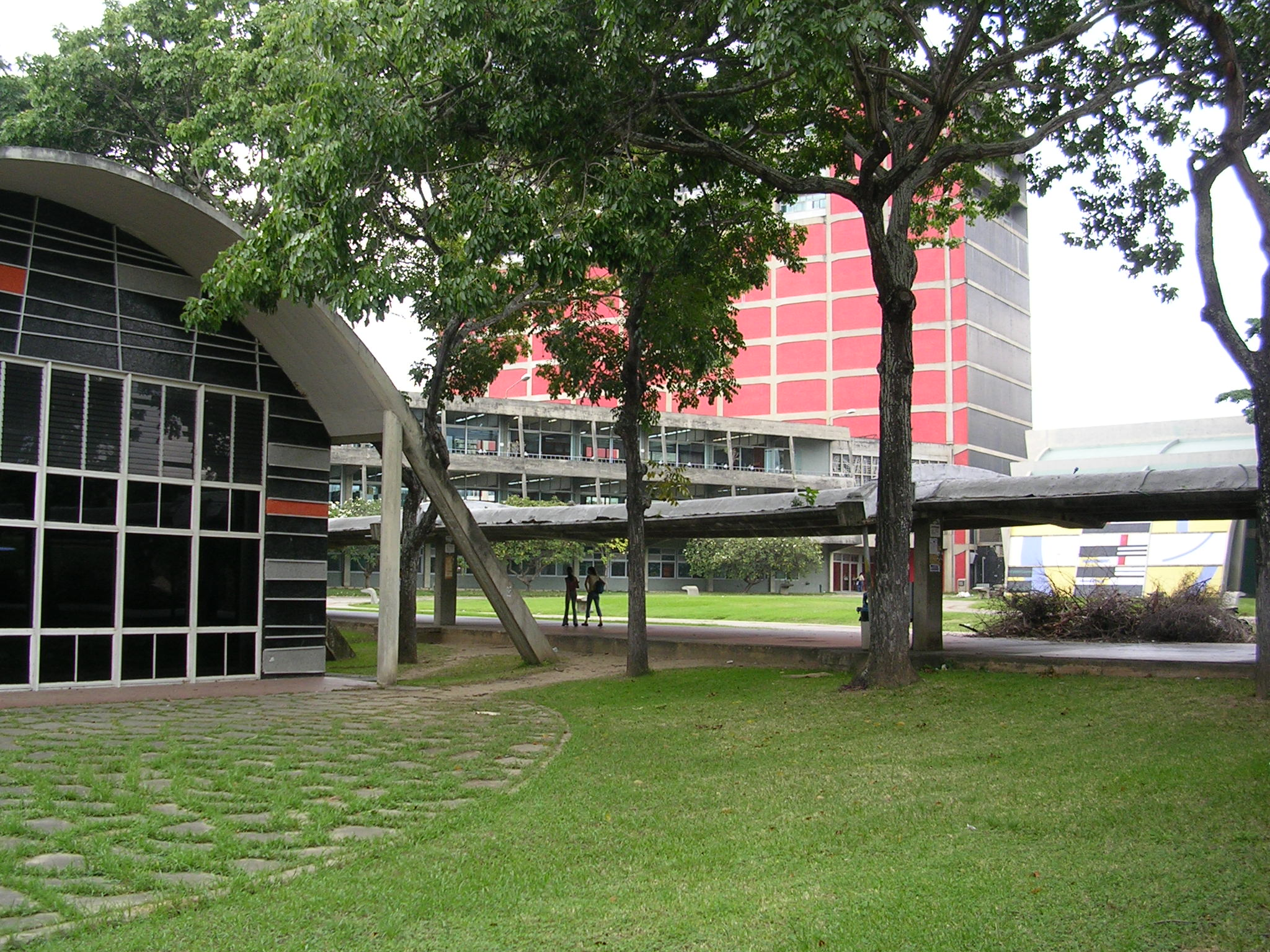
کتابخانه اصلی دانشگاه شهر کاراکاس